# Мелетий (Кисняшкин)
Епи́скоп Меле́тий (в миру Ива́н Гаври́лович Кисня́шкин; 1 января 1971, село Зайцево, Краснослободский район, Мордовская АССР) — священнослужитель Русской православной церкви, епископ Ардатовский и Атяшевский.

## Биография
Родился 1 января 1971 года в селе Зайцево Краснослободского района Мордовской АССР в семье крестьян. В Покровском храме села Каменный Брод Ельниковского района его крестили в честь Иоанна Предтечи.
В 1978—1988 годы учился в средней школе села Зайцево. В 1979—1989 годы — алтарник и чтец в храме Покрова Божией Матери села Каменный Брод Ельниковского района. В 1989—1991 годы проходил срочную службу в рядах Вооруженных сил, в военно-транспортной авиации. Демобилизовался в звании сержанта.
В 1991—2000 годы нёс послушание келейника и иподиакона архиепископа Пензенского и Кузнецкого Серафима (Тихонова).
14 августа 2000 года в Успенском кафедральном соборе в Пензе епископом Саранским и Мордовским Варсонофием (Судаковым) рукоположен в сан диакона, а 28 августа 2000 года — во иерея.
В 2000—2009 годы — настоятель Михаило-Архангельского храма-часовни города Пензы. В 2007 году возведён в сан протоиерея. В 2009—2010 годы — настоятель Богоявленского храма города Пензы. в 2009—2011 годы — настоятель Вознесенского кафедрального собора годы Кузнецка Пензенской области, в 2009—2011 годы — благочинный храмов города Кузнецка и Кузнецкого района Пензенской области. Член Епархиального совета.
В 2000—2005 годы параллельно обучался в Самарской духовной семинарии, в 2005—2008 годы — в Санкт-Петербургской духовной академии (библейское отделение). 2 июня 2008 года на Учёном совете Санкт-Петербургской духовной академии защитил диссертацию «Исагогические проблемы послания к Ефесянам» на соискание учёноё степени кандидата богословия (научный руководитель — профессор архимандрит Ианнуарий (Ивлиев), оппоненты — профессор протоиерей Владимир Сорокин и профессор протоиерей Георгий Тельпис). Однако с 6 по 9 июня 2011 года экспертная комиссия кафедры библеистики СПбПДА в составе заведующего кафедрой проректора по научно-богословской работе протоиерея Дмитрия Юревича, секретаря кафедры Д. Г. Добыкина, преподавателей кафедры и. о. проректора по воспитательной работе священника Вячеслава Никитина и священника Сергия Чарыкова произвела сопоставление данной работы с кандидатской диссертацией Александра Ворохобова «Послание св. ап. Павла к Ефесянам в русской библеистике», защищённой в 2002 году в Московской духовной академии (научный руководитель — доцент игумен Андроник (Трубачёв)). Сопоставление показало, что весь текст работы кроме 4-х абзацев введения является последовательным и дословным воспроизведением без кавычек вышеозначенной работы без каких-либо ссылок на оригинальный текст. 10 июня 2011 года Учёный совет Санкт-Петербургской духовной академии постановил лишить протоиерея Иоанна Кисняшкина степени кандидата богословия.
В январе 2011 году перешёл в клир Саранской епархии и зачислен в братию Иоанно-Богословского Макаровского монастыря, назначен директором Паломнического центра (гостиница «Макаровская») и заместителем правящего архиерея по приёму гостей.
10 марта 2011 года в Михайло-Архангельском храме Иоанно-Богословского Макаровского мужского монастыря города Саранска митрополитом Саранским и Мордовским Варсонофием (Судаковым) пострижен в монашество с наречением имени Мелетий в честь святителя Мелетия, архиепископа Антиохийского.
27 июля 2011 года решением Священного синода РПЦ назначен наместником Иоанно-Богословского Макаровского мужского монастыря в Саранске.
30 июля 2011 года митрополитом Саранским и Мордовским Варсонофием (Судаковым) был возведён в сан игумена.
9 апреля 2012 года назначен благочинным Восточного округа Саранска, с 1 февраля 2017 года — духовник Саранской епархии, с 6 марта 2017 года — член дисциплинарной комиссии Саранской епархии.
В 2014 года в Санкт-Петербургской духовной академии защитил магистерскую диссертацию на тему «Социально-политическая обстановка в России конца XIX — начала XX веков в проповеди православного духовенства» (научный руководитель — протоиерей Александр Глебов).
1 февраля 2017 года указом митрополита Саранского и Мордовского Зиновия (Корзинкина) с назначен духовником епархии.
С 26 марта 2018 года — председатель епархиальной Комиссии по монастырям и монашеству. С 2022 — член Коллегии Синодального отдела по монастырям и монашеству.
В 2021 году прошёл курсы повышения квалификации священнослужителей на базе Саранской духовной семинарии и курсы повышения квалификации по программе «Организация деятельности благочиния в епархиях Русской Православной Церкви» в Общецерковной аспирантуре и докторантуре.
С 2022 годы — преподаватель Саранской духовной семинарии, курс «Русская патрология» для студентов очного и заочного отделений.
30 мая 2024 года решением Священного Синода РПЦ был избран епископом Ардатовским и Атяшевским.
6 июня 2024 года в соборном храме Иоанно-Богословского Макаровского монастыря города Саранск был возведён в сан архимандрита митрополитом Саранским и Мордовским Зиновием (Корзинкиным).
12 июня 2024 года в Тронном зале кафедрального соборного Храма Христа Спасителя наречён во епископа Ардатовского и Атяшевского.
11 июля 2024 года в верхнем храме Спасо-Преображенского собора Спасо-Преображенского Валаамского ставропигиального мужского монастыря хиротонисан во епископа Ардатовского и Атяшевского. Хиротонию совершили: патриарх Кирилл,  митрополит Санкт-Петербургский и Ладожский Варсонофий (Судаков), митрополит Воскресенский Григорий (Петров), митрополит Петрозаводский и Карельский Константин (Горянов), митрополит Каширский Феогност (Гузиков), митрополит Саранский и Мордовский Зиновий (Корзинкин), митрополит Пензенский и Нижнеломовский Серафим (Домнин), епископ Троицкий Панкратий (Жердев), епископ Нарвский и Причудский Лазарь (Гуркин), епископ Краснослободский и Темниковский Климент (Родайкин), епископ Кронштадтский Вениамин (Кириллов), епископ Шадринский и Далматовский Владимир (Маштанов), епископ Костомукшский и Кемский Борис (Баранов), епископ Раменский Алексий (Туриков).